# Liste der Wappen im Landkreis Oberallgäu
Die Liste der Wappen im Landkreis Oberallgäu zeigt die Wappen der Gemeinden im bayerischen Landkreis Oberallgäu.

## Landkreis Oberallgäu

Landkreis Oberallgäu Gespalten von Rot und Gold; vorne unter von Rot und Blau geteiltem Schildhaupt ein wachsender, silberner Felsenberg, hinten übereinander drei schreitende, herschauende, rot bewehrte schwarze Löwen.
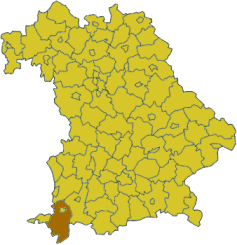
Lage des Landkreises Oberallgäu in Bayern
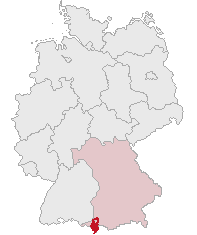
Lage des Landkreises Oberallgäu in Deutschland
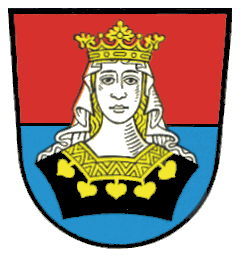
Landkreis Kempten (Allgäu) (1862–1972) Geteilt von Rot und Blau, darauf das schwarz gekleidete, golden gekrönte Brustbild der Königin Hildegard mit silbernem Schleier und goldener Halsborte, daran hängend fünf goldene Lindenblätter.
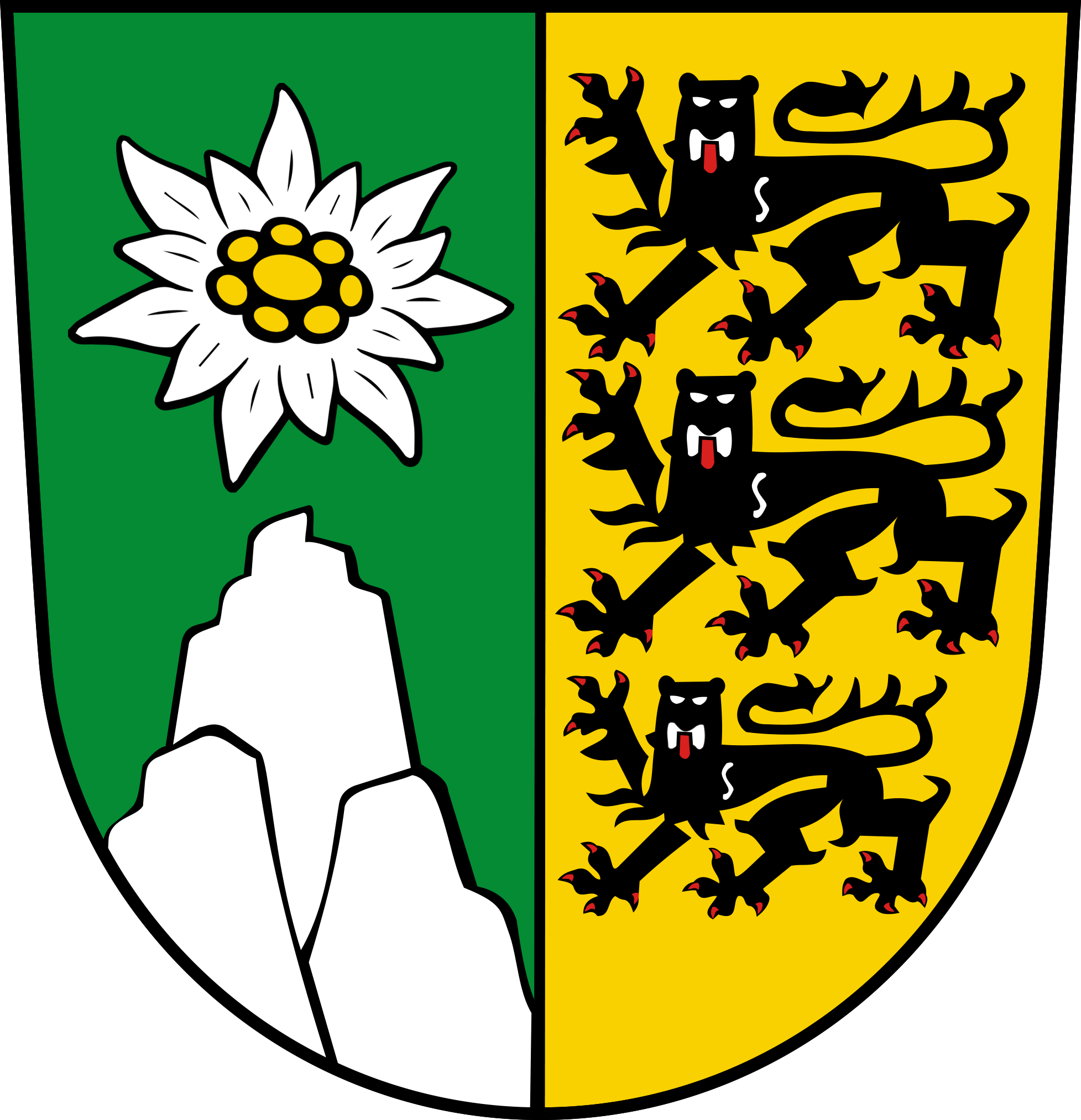
Landkreis Sonthofen (1939–1972) Gespalten von Grün und Gold; vorne über einem dreiteiligen silbernen Felsenberg ein silbernes Edelweiß mit goldenem Butzen; hinten übereinander drei schreitende, herschauende rot bewehrte schwarze Löwen.

## Wappen der Städte, Märkte und Gemeinden

Markt Altusried In Blau eine Burgruine mit silbernem Gemäuer.
Markt Bad Hindelang Geteilt von Schwarz und Blau, aufgelegt eine bewurzelte silberne Tanne.
Gemeinde Balderschwang In Silber über grünem Dreiberg eine dreilatzige rote Fahne mit goldenen Fransen und drei goldenen Ringen, der eine goldene heraldische Lilie aufgelegt ist.
Gemeinde Betzigau Gespalten; vorne geteilt von Rot und Blau, hinten in Silber ein rotbewehrter schwarzer Bär.
Gemeinde Blaichach In Silber über zwei schräg gekreuzten grünen Eichenblättern eine dreilatzige rote Fahne, der nebeneinander drei schräg gestellte goldene Quadrate aufgelegt sind.
Gemeinde Bolsterlang In von Blau und Rot gespaltenem Schild eine silberne Glocke, die mit einem von Rot und Gold gerauteten Schildchen belegt ist.
Markt Buchenberg Geteilt von Rot und Blau, darauf schräg gekreuzt eine silberne Hellebarde und ein silbernes Schwert.
Gemeinde Burgberg i. Allgäu Gespalten von Rot und Silber; am Spalt vorne eine silberne Burg mit offenem Tor, hinten ein grüner Berg mit drei Spitzen, belegt mit einem silbernen Schlägel und einem silbernen Hammer in schräger Kreuzung.
Markt Dietmannsried Gespalten von Rot und Blau durch eine gekürzte, eingeschweifte silberne Spitze, darin auf grünem Boden liegend ein rotes Herz; vorne eine linksgewendete silberne Taube, hinten ein goldener Hahn.
Gemeinde Durach Geviert; 1: Rot, 2: in Silber ein roter Torturm, 3: Blau, 4: in Gold ein schräger blauer Wellenbalken.
Gemeinde Fischen i. Allgäu Unter goldenem, mit drei liegenden roten Rauten belegtem Schildhaupt in Rot zwei voneinander abgewendete aufrecht stehende Fische.
Gemeinde Haldenwang Gespalten; vorne in Schwarz eine goldene Rosette, hinten geschacht von Silber und Rot.
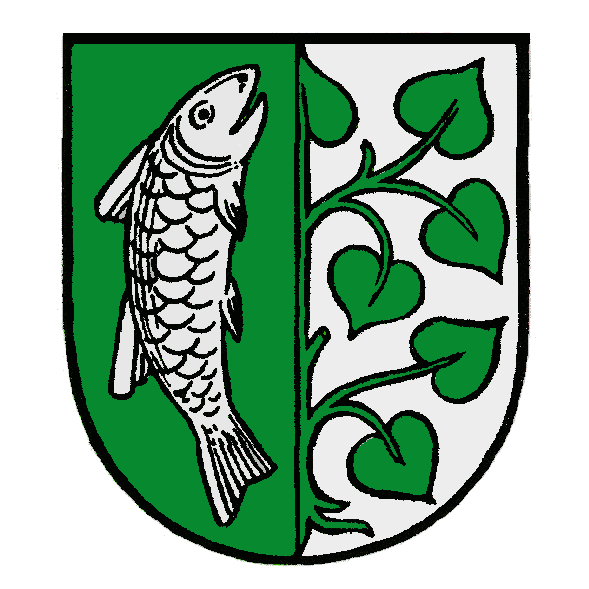
Stadt Immenstadt i. Allgäu Gespalten von Grün und Silber; vorne ein aufrechter, gebogener silberner Fisch, hinten eine halbe bewurzelte grüne Linde am Spalt.
Gemeinde Lauben Gespalten; vorne geteilt von Rot und Blau, hinten in Silber übereinander drei schräg liegende grüne Laubblätter.
Gemeinde Missen-Wilhams In Gold ein schwarzer Grenzstein, diesem aufgelegt übereinander zwei Schilde; im oberen silbernen eine dreilatzige rote Fahne, im unteren roten ein silberner Balken.
Gemeinde Obermaiselstein In Gold ein springender roter Hirsch, unten je ein rechts und links dem Schildrand anliegender blauer Felsen.
Markt Oberstaufen Geteilt und oben von Blau und Silber gespalten; auf der Spaltlinie die verschlungenen Großbuchstaben S und T; unten in Silber auf grünem Hügel eine rote Burgruine mit Kapelle und blauen Dächern.
Markt Oberstdorf In Rot ein linkshin springendes, schwarz gezäumtes silbernes Ross.
Gemeinde Ofterschwang Unter goldenem Schildhaupt, darin drei liegende rote Rauten, gespalten von Rot und Silber; aus einem Dreiberg in verwechselten Farben wachsend eine fünfblütige Alpenrose.
Gemeinde Oy-Mittelberg In von Rot und Silber gespaltenem Schild eine gespaltene Kugel in verwechselten Farben, die von einem mit fünf heraldischen Rosen belegten Kranz in verwechselten Farben umfangen wird.
Gemeinde Rettenberg Zinnenförmig geteilt von Silber und Rot; oben ein schwebender roter Fünfberg, unten übereinander zwei silberne Eisenhüte.
Stadt Sonthofen Gespalten von Gold und Rot; vorne nebeneinander drei bewurzelte grüne Flachspflanzen mit blauen Blüten, hinten zwei schräg gekreuzte silberne Nagelschmiedhämmer.
Markt Sulzberg Dreimal wellenförmig geteilt von Blau und Gold.
Gemeinde Waltenhofen Geteilt; oben in Schwarz drei, zwei zu eins gestellte, liegende goldene Halbmonde, unten dreimal sparrenförmig geteilt von Silber und Rot.
Markt Weitnau Aus rotem Schildfuß wachsend in Silber ein Bauer mit schwarzem Hut, braunem Rock und schwarzer Hose, der eine auswärts gekehrte Sense mit blauem Blatt hält.
Markt Wertach In Grün ein schräglinker silberner Wellenbalken, der mit drei schwarzen Mühlrädern belegt ist.
Markt Wiggensbach In Blau auf grünem Hügel eine silberne Burg mit zwei Zinnentürmen und roten Dächern, zu deren Tor eine goldene Brücke führt.
Gemeinde Wildpoldsried Schild gespalten; vorne geteilt von Rot und Blau, hinten in Silber zwei gekreuzte schwarze Pfeile.

## Ehemalige Gemeinden mit eigenem Wappen

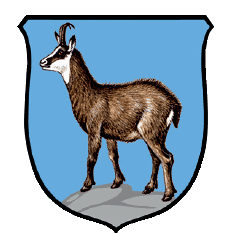
Gemeinde Aach i. Allgäu
Gemeinde Akams
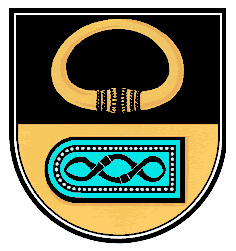
Gemeinde Altstädten
Gemeinde Bühl a. Alpsee
Gemeinde Diepolz
Gemeinde Eckarts
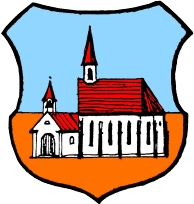
Gemeinde Frauenzell
Gemeinde Gunzesried
Gemeinde Hellengerst
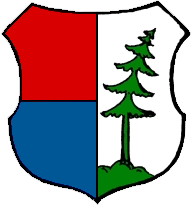
Gemeinde Kimratshofen
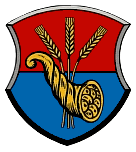
Gemeinde Krugzell
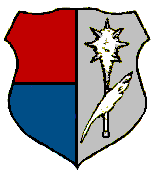
Gemeinde Martinszell i. Allgäu
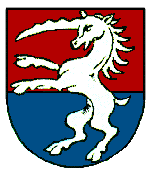
Gemeinde Memhölz
Gemeinde Missen
Gemeinde Mittelberg
Gemeinde Moosbach
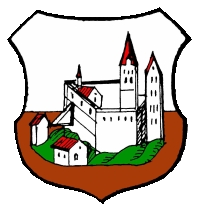
Gemeinde Muthmannshofen
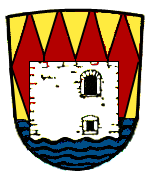
Gemeinde Niedersonthofen
Gemeinde Ottacker
Gemeinde Petersthal In Silber unter rotem Schildhaupt ein über blauem Dreiberg schwebender blauer Kranz mit fünf goldenbutzigen heraldischen Rosen.
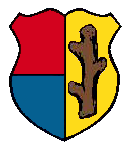
Gemeinde Probstried
Gemeinde Rauhenzell
Gemeinde Rechtis
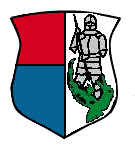
Gemeinde Reicholzried
Gemeinde Schöllang
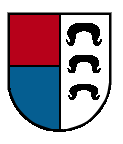
Gemeinde Schrattenbach
Gemeinde Stein i. Allgäu
Gemeinde Thalkirchdorf
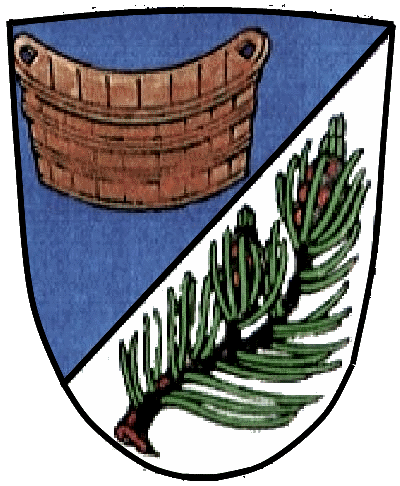
Gemeinde Tiefenbach b. Oberstdorf Schräglinks geteilt von Blau und Silber; oben eine goldene Holzbadewanne, unten ein schwarzer Latschenzweig mit grünen Nadeln.
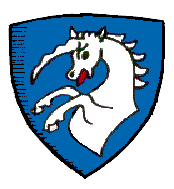
Gemeinde Überbach
Gemeinde Unterjoch
Gemeinde Untermaiselstein
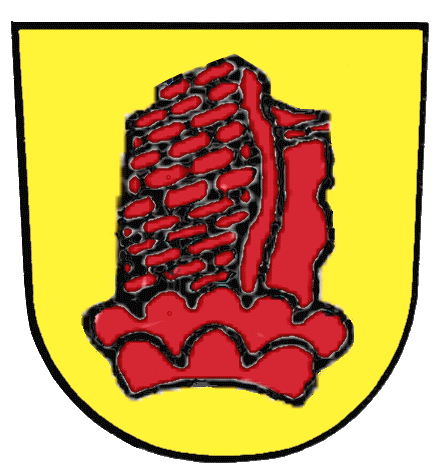
Gemeinde Vorderburg
Gemeinde Waltrams
Gemeinde Wengen
Gemeinde Wilhams

## Wappen von kommunalrechtlich nicht selbständigen Ortschaften, Orts- bzw. Stadtteilen

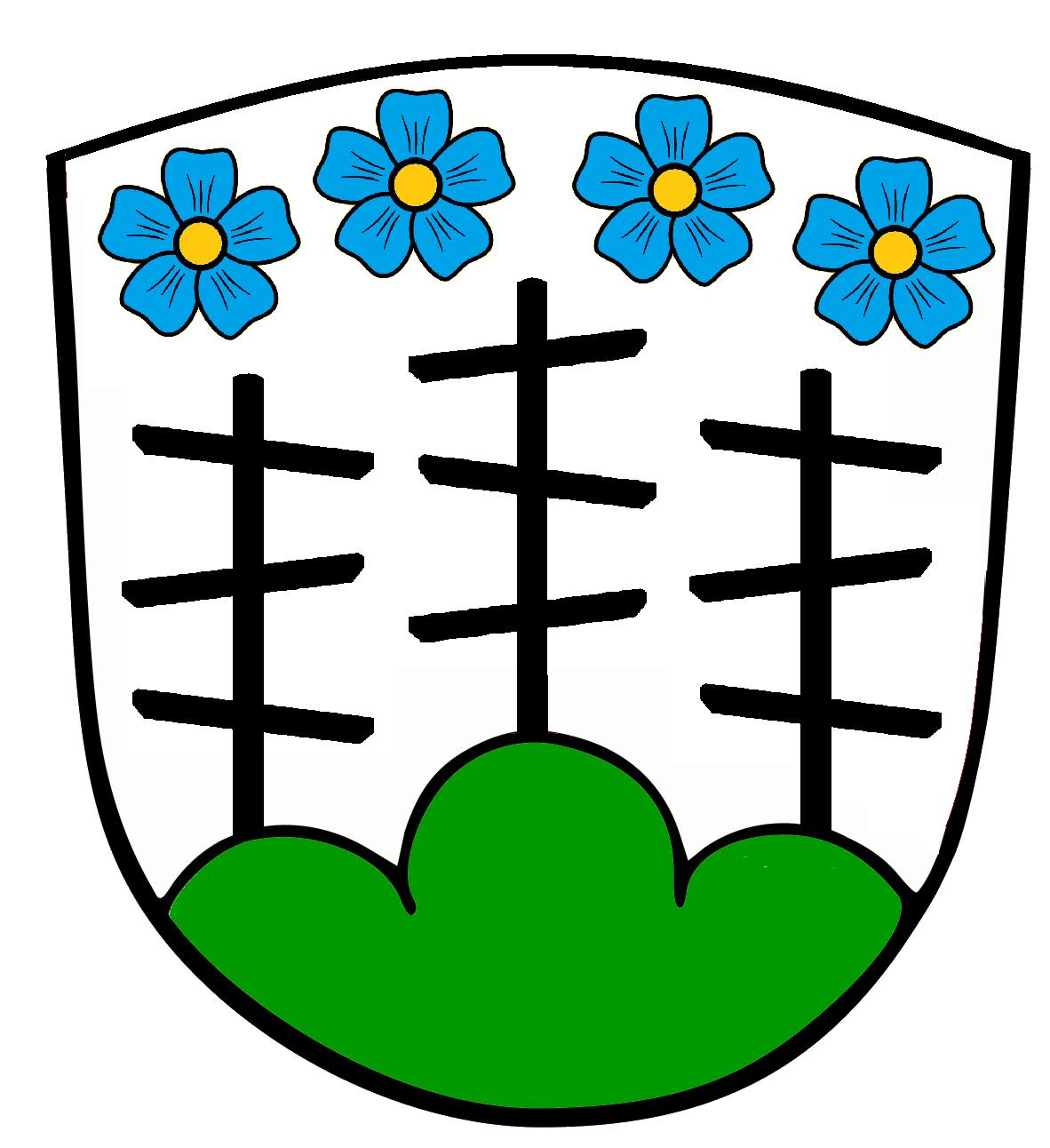
Ortsteil Knottenried (Immenstadt im Allgäu) - Reute (Immenstadt im Allgäu) In Silber unter vier golden-bebutzten blauen Flachsblüten drei grüne Berge, je mit einem schwarzen Heinzen (Heureiter) besteckt.

- Ortsteil
Knottenried (Immenstadt im Allgäu) - Reute (Immenstadt im Allgäu)
In Silber unter vier golden-bebutzten blauen Flachsblüten drei grüne Berge, je mit einem schwarzen Heinzen (Heureiter) besteckt.[2]